# Soublette (paroisse civile)
Pour les articles homonymes, voir Soublette.
Soublette est l'une des sept paroisses civiles de la municipalité de José Tadeo Monagas dans l'État de Guárico au Venezuela. Sa capitale est Sabana Grande de Orituco.

## Géographie

### Démographie
Hormis sa capitale Sabana Grande de Orituco, la paroisse civile comporte plusieurs localités, dont :
- Colorado
- Cruz
- El Cambur
- Quebrada Seca
- Sabana Grande de Orituco
- Tucupido Aragot